# Dinu Bumbaru
 (janvier 2025).
La mise en forme du texte ne suit pas les recommandations de Wikipédia : il faut le « wikifier ».
Les points d'amélioration suivants sont les cas les plus fréquents :
- Les titres sont pré-formatés par le logiciel. Ils ne sont ni en capitales, ni en gras.
- Le texte ne doit pas être écrit en capitales (les noms de famille non plus), ni en gras, ni en italique, ni en « petit »…
- Le gras n'est utilisé que pour surligner le titre de l'article dans l'introduction, une seule fois.
- L'italique est rarement utilisé : mots en langue étrangère, titres d'œuvres, noms de bateaux, etc.
- Les citations ne sont pas en italique mais en corps de texte normal. Elles sont entourées par des guillemets français : « et ».
- Les listes à puces sont à éviter, des paragraphes rédigés étant largement préférés. Les tableaux sont à réserver à la présentation de données structurées (résultats, etc.).
- Les appels de note de bas de page (petits chiffres en exposant, introduits par l'outil «  Source ») sont à placer entre la fin de phrase et le point final[comme ça].
- Les liens internes (vers d'autres articles de Wikipédia) sont à choisir avec parcimonie. Créez des liens vers des articles approfondissant le sujet. Les termes génériques sans rapport avec le sujet sont à éviter, ainsi que les répétitions de liens vers un même terme.
- Les liens externes sont à placer uniquement dans une section « Liens externes », à la fin de l'article. Ces liens sont à choisir avec parcimonie suivant les règles définies. Si un lien sert de source à l'article, son insertion dans le texte est à faire par les notes de bas de page.
- La présentation des références doit suivre les conventions bibliographiques. Il est recommandé d'utiliser les modèles {{Ouvrage}}, {{Chapitre}}, {{Article}}, {{Lien web}} et/ou {{Bibliographie}}. Le mode d'édition visuel peut mettre en forme automatiquement les références.
- Insérer une infobox (cadre d'informations à droite) n'est pas obligatoire pour parachever la mise en page.

Pour une aide détaillée, merci de consulter Aide:Wikification.
Si vous pensez que ces points ont été résolus, vous pouvez retirer ce bandeau et améliorer la mise en forme d'un autre article.
Dinu Bumbaru, CM, OOM (né en 1961 à Vancouver), est un expert en conservation du patrimoine au Canada. Architecte de formation, il est reconnu pour son militantisme en faveur de la préservation du patrimoine bâti et culturel, notamment à travers son rôle de directeur des politiques à Héritage Montréal, un organisme dédié à la protection du patrimoine de la région métropolitaine de Montréal.

## Biographie
Dinu Bumbaru est diplômé en architecture de l'Université de Montréal et titulaire d'une maîtrise en conservation du patrimoine de l'Université de York au Royaume-Uni. Sa formation académique lui a permis de développer une approche interdisciplinaire, combinant urbanisme, patrimoine et engagement communautaire. Bien qu'il ne pratique pas en tant qu'architecte, il applique ses connaissances pour élaborer des stratégies novatrices de préservation du patrimoine.

## Carrière

### Héritage Montréal
Dinu Bumbaru joue un rôle central au sein d'Héritage Montréal depuis les années 1980. En tant que directeur des politiques, il a piloté de nombreuses initiatives visant à protéger des sites emblématiques comme le Mont-Royal, ou encore le Quartier chinois de Montréal,,,. Il a également contribué au développement d'outils participatifs comme la plateforme interactive Memento, qui permet aux citoyens de signaler des sites patrimoniaux menacés.

### Engagement international
Dinu Bumbaru a joué un rôle majeur sur la scène internationale grâce à son implication au sein de l'ICOMOS (Conseil international des monuments et des sites). Entre 2002 et 2008, il a occupé le poste de secrétaire général au Comité exécutif d'ICOMOS,, contribuant de manière significative à l'élaboration de politiques globales de conservation du patrimoine.

## Distinctions
- 2008 :  Membre de l'Ordre du Canada, pour son engagement exceptionnel envers la conservation du patrimoine[8].
- 2012 : Prix Gérard-Morisset, un des Prix du Québec, pour ses contributions remarquables au patrimoine québécois[9].
- 2016 : Les amis de la montagne et la Ville de Montréal lui décernent le Prix du Mont-Royal[1].
- 2017 : Officier de l'Ordre de Montréal en reconnaissance de son expertise dans la protection et la mise en valeur du patrimoine urbain[10].

## Publications
Dinu Bumbaru a coécrit plusieurs ouvrages qui mettent en valeur l'histoire et l'architecture de Montréal :
- Promenades dans le passé de Montréal (2017)

Coécrit avec Laurent Turcot, ce livre explore les transformations de Montréal sur plus d'un siècle, offrant un regard curieux et éclairé sur l'évolution de la ville.
- Carnet d'un promeneur dans Montréal (2020)

Dans cet ouvrage, Dinu Bumbaru partage près de 200 dessins issus de ses nombreux carnets, accompagnés de courts textes exprimant son amour et sa connaissance de Montréal et de son architecture.